# Emil von Burchard

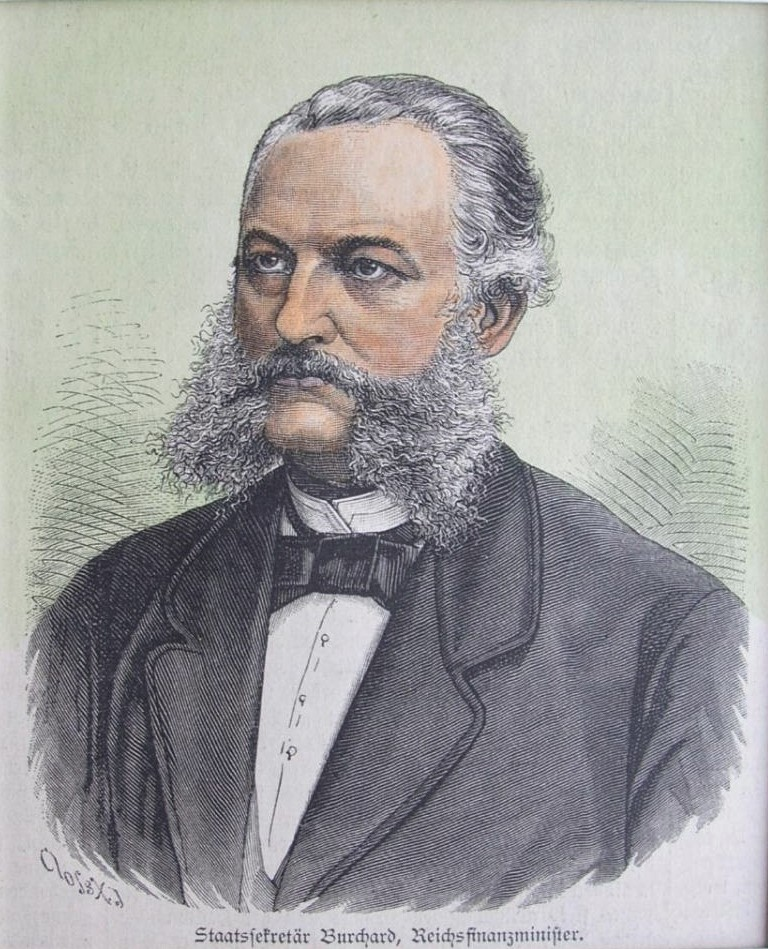
Emil von Burchard (1882)

Franz Emil Emanuel von Burchard (* 8. August 1836 in Königsberg i. Pr.; † 25. April 1901 in Charlottenburg) war ein deutscher Verwaltungsjurist und Ministerialbeamter in Preußen, zuletzt Staatssekretär im Reichsschatzamt des Deutschen Kaiserreichs.

## Leben
Seine Vorfahren stammten aus Ostpreußen, seine Eltern waren der königlich preußische Oberst Franz Lebrecht Burchard (1794–1839) und Jeannette Böhmen (1803–1879). Ihre beiden Söhne Hermann Burchard (1830–1889) und Emil Burchard wurden 1883 in Ems in den preußischen Adelsstand als von Burchard erhoben.
Von 1855 bis 1858 studierte Emil Burchard an der Universität zu Berlin und der Ruprecht-Karls-Universität Heidelberg Rechtswissenschaft. 1856 wurde er im Corps Guestphalia Heidelberg recipiert. 1862 trat er als Assessor in die preußische Steuerverwaltung. 1868 wurde er zum Regierungsrat in Danzig ernannt. 1876 trat er als Hilfsarbeiter in die Reichskanzlei ein und wurde zwei Jahre darauf zum Vortragenden Rat in der damaligen Schatzabteilung des Reichskanzleramtes ernannt. Als solcher gehörte er der Tabaksenquetekommission und der Zolltarifkommission an. 1879 vertrat er den Regierungsentwurf der Zolltarifvorlage im Reichstag.
Nach der Ausgliederung der Schatzabteilung und der Gründung des Reichsschatzamtes am 24. Juli 1879 wurde er Direktor des Amtes. In dieser Funktion beteiligte er sich maßgeblich an der Einführung neuer Zollgesetze. Nachdem der Staatssekretär Adolf von Scholz im Juli 1882 zum preußischen Finanzminister ernannt worden war, wurde Burchard dessen Nachfolger als Staatssekretär. In dieser Funktion leitete er maßgeblich die Einführung neuer Abgabengesetze, aber auch den Abschluss von Handelsverträgen mit ausländischen Staaten. 1883 wurde er nobilitiert. 1884 wurde er in den Preußischen Staatsrat berufen. Im November 1886 nahm er wegen einer Erkrankung seine Entlassung als Staatssekretär. Nachfolger als Staatssekretär wurde Karl Rudolf Jacobi. 1887 wurde er jedoch zum Präsidenten der  Seehandlungsgesellschaft ernannt. In den preußischen Staatshandbüchern wird er seit 1896 auch wieder als Mitglied des Staatsrats geführt.

## Familie
1866 heiratete Emil Burchard in Potsdam Wilhelmine Eunike. Das Ehepaar hatte eine Tochter Frieda, die sich mit Juristen und Gutsherrn Adolph von Flöckher, Sohn des Generals Adolf von Flöckher, auf Fideikommiss Ankensen in Niedersachsen verheiratete. Der älteste Sohn Wolfgang von Burchard wurde Regierungsrat und Justitiar der Königlichen Museen zu Berlin. Er lebte mit seiner Frau Elisabeth Böckmann und den fünf Kindern in Berlin. Der zweitälteste Sohn Hans von Burchard wurde Offizier und lebte mit Frau und Kindern lange in Hannover. Die beiden jüngsten Söhne Karl und Fritz von Burchard waren um 1910 Regierungsreferendare. Karl von Burchard begann nachfolgend ein Studium der Kunstgeschichte.

## Grab

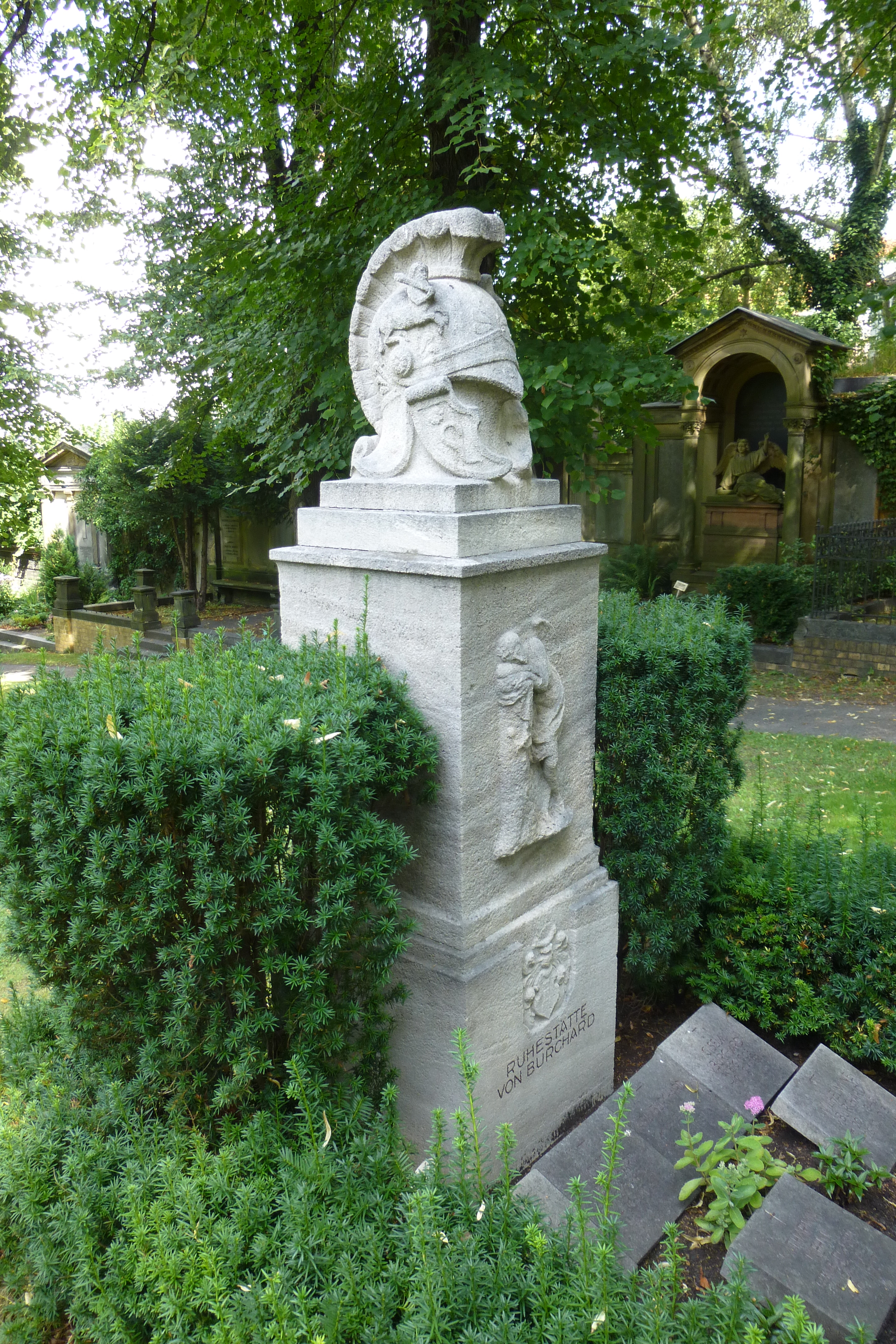
Familiengrab von Burchard

Sein Grab befindet sich auf dem Alten St.-Matthäus-Kirchhof Berlin.